# Sōsa (Chiba)
Sōsa (匝瑳市 Sōsa-shi?) es una ciudad localizada en Chiba, Japón.
A partir de 2005, la ciudad tiene una población de 42.041 y una densidad de 413 personas por km². La superficie total es de 101,78 km².
La ciudad fue creada el 23 de enero de 2006, cuando se fusionaron los pueblos de la vieja ciudad de Yōkaichiba y la ciudad de Nosaka, del Distrito de Sōsa.